# Paul Helcioiu
George Paul Helcioiu (Bucarest, 3 maggio 1978) è un ex cestista rumeno.

## Palmarès
- FIBA Europe Cup: 1

Asesoft Ploieşti: 2004-05
- Campionato rumeno: 11

Asesoft Ploiesti: 2004, 2005
- All-Stars rumeno: 2005, 2008
- Coppa d'Ungheria: 2006